# ساندوگاچ (شهرستان یانائولسکی، باشقیرستان)
ساندوگاچ (انگلیسی: Sandugach, Yanaulsky District, Republic of Bashkortostan) یک شهرک در شهرستان یانائولسکی استان باشقیرستان کشور روسیه است.